# Barbara H. Rosenwein
Barbara H. Rosenwein (née en 1945 à Chicago) est une historienne américaine, professeure émérite d'histoire médiévale à l'université Loyola de Chicago.

## Biographie
Barbara Herstein Rosenwein naît le 1er mars 1945 à Chicago. Elle fait ses études à l'université de Chicago où elle obtient sa licence (1966), un master (1968) et son doctorat (1974). Elle réalise l'ensemble de sa carrière universitaire au département d'histoire de l'université Loyola de Chicago, où elle est nommée assistante en 1971, puis maître de conférences (1974) et professeure jusqu'en 2014. Elle est nommée professeure émérite en 2015.

## Activités de recherche et éditoriales
Ses recherches ont eu quatre phases différentes. Elle s'est d'abord concentrée sur l'abbaye de Cluny, puis sur les immunités du Moyen Âge, sur l'histoire des émotions et enfin, sur divers aperçus sur le Moyen Âge. Elle publie The Middle Ages In 50 Objects.
Depuis 2009, Barbara Rosenwein est également affiliée au Centre for the History of the Emotions de la Queen Mary University of London. Elle est également professeure invitée ou conférencière en diverses circonstances, notamment à l'université d'Utrecht.

## Publications
- (en) Barbara H. Rosenwein (trad. de l'anglais par Christophe Jaquet), Love. Histoire d'un sentiment, Paris, PUF, 2023, 300 p. (ISBN 9782130851349).
- Anger: The Conflicted History of an Emotion (2020, Yale University Press)  (ISBN 9780300221428)
- The Middle Ages in 50 Objects, avec Elina Gertsman (Cambridge, Cambridge University Press, 2018).
- What Is the History of Emotions?, avec Riccardo Cristiani (Cambridge, Polity Press, 2017).
- Generations of Feeling: A History of Emotions, 600-1700 (Cambridge, Cambridge University Press, 2015).
- (coord.) L'An Mil en 2000, Médiévales, no 37, Automne 1999, avec Monique Bourin, [lire en ligne]
- « Les communautés émotionnelles et le corps », Médiévales, no 61,‎ automne 2011, p. 55-75 (lire en ligne, consulté le 10 août 2019).
- Emotional Communities in the Early Middle Ages (Ithaca, Cornell University Press, 2006).
- A Short History of the Middle Ages, Peterborough, Broadview Press, 2004 362 p.  (ISBN 9781551116167)
- Negotiating Space: Power, Restraint, and Privileges of Immunity in Early Medieval Europe (Ithaca, Cornell University Press, 1999).
- To Be the Neighbor of St. Peter: The Social Meaning of Cluny's Property, 909-1049 (Ithaca, Cornell University Press, 1989).
- (dir.) Anger’s Past: The Social Uses of an Emotion in the Middle Ages, (Ithaca, 1998).
- Rhinoceros Bound: Cluny in the Tenth Century (Pennsylvanie, University of Pennsylvania Press, 1982, 173 p.  (ISBN 9780812278309).

## Distinctions
- 2002 : membre de la Medieval Academy of America